# Lista najstarszych ludzi w historii
Lista superstulatków uważanych za najstarszych ludzi w historii, którzy osiągnęli wiek co najmniej 114 lat.
Dane zostały zweryfikowane przez Gerontologiczną Grupę Badawczą, a w ostatnim czasie przez Europejską Organizację Badań Superstulatków, Supercentenarios.org oraz LongeviQuest. Na liście znajduje się 235 kobiet i 9 mężczyzn. Dwanaście osób z tej listy żyje (12 kobiet). Wiek jednej osoby (1 mężczyzny) jest aktualnie badany. Przypadki badane oraz kwestionowane są wyłączone z ogólnej numeracji. Kwestionowane przypadki po ukończeniu 115 roku życia przenoszone są do tabelki na dole. 
Legenda
     osoba żyjąca zweryfikowana przez Gerontologiczną Grupę Badawczą
     osoba zmarła zweryfikowana przez Gerontologiczną Grupę Badawczą
     osoba żyjąca lub zmarła, której wiek jest badany
| Poz. | Imię i nazwisko                     | Płeć | Data urodzenia       | Data śmierci         | Wiek             | Kraj              |
| ---- | ----------------------------------- | ---- | -------------------- | -------------------- | ---------------- | ----------------- |
| 1    | Jeanne Calment                      | K    | 21 lutego 1875       | 4 sierpnia 1997      | 122 lata 164 dni | Francja           |
| 2    | Kane Tanaka                         | K    | 2 stycznia 1903      | 19 kwietnia 2022     | 119 lat 107 dni  | Japonia           |
| 3    | Sarah Knauss                        | K    | 24 września 1880     | 30 grudnia 1999      | 119 lat 97 dni   | Stany Zjednoczone |
| 4    | Lucile Randon                       | K    | 11 lutego 1904       | 17 stycznia 2023     | 118 lat 340 dni  | Francja           |
| 5    | Nabi Tajima                         | K    | 4 sierpnia 1900      | 21 kwietnia 2018     | 117 lat 260 dni  | Japonia           |
| 6    | Marie-Louise Meilleur               | K    | 29 sierpnia 1880     | 16 kwietnia 1998     | 117 lat 230 dni  | Kanada            |
| 7    | Violet Brown                        | K    | 10 marca 1900        | 15 września 2017     | 117 lat 189 dni  | Jamajka           |
| 8    | Maria Branyas Morera                | K    | 4 marca 1907         | 19 sierpnia 2024     | 117 lat 168 dni  | Hiszpania         |
| 9    | Emma Morano-Martinuzzi              | K    | 29 listopada 1899    | 15 kwietnia 2017     | 117 lat 137 dni  | Włochy            |
| 10   | Chiyo Miyako                        | K    | 2 maja 1901          | 22 lipca 2018        | 117 lat 81 dni   | Japonia           |
| 11   | Delphia Welford                     | K    | 9 września 1875      | 14 listopada 1992    | 117 lat 66 dni   | Stany Zjednoczone |
| 12   | Misao Ōkawa                         | K    | 5 marca 1898         | 1 kwietnia 2015      | 117 lat 27 dni   | Japonia           |
| 13   | Francisca Celsa dos Santos          | K    | 21 października 1904 | 5 października 2021  | 116 lat 349 dni  | Brazylia          |
| 14   | María Esther Capovilla              | K    | 14 września 1889     | 27 sierpnia 2006     | 116 lat 347 dni  | Ekwador           |
| 15   | Inah Canabarro Lucas                | K    | 8 czerwca 1908       | 30 kwietnia 2025     | 116 lat 326 dni  | Brazylia          |
| 16   | Susannah Mushatt Jones              | K    | 6 lipca 1899         | 12 maja 2016         | 116 lat 311 dni  | Stany Zjednoczone |
| 17   | Gertrude Weaver                     | K    | 4 lipca 1898         | 6 kwietnia 2015      | 116 lat 276 dni  | Stany Zjednoczone |
| 18   | Julia Maria Francisca Simao         | K    | 9 stycznia 1901      | 8 października 2017  | 116 lat 272 dni  | Brazylia          |
| 19   | Fusa Tatsumi                        | K    | 25 kwietnia 1907     | 12 grudnia 2023      | 116 lat 231 dni  | Japonia           |
|      | Anisio Rodrigues Alves              | M    | 30 grudnia 1892      | 16 sierpnia 2009     | 116 lat 229 dni  | Brazylia          |
| 20   | Antonia da Santa Cruz               | K    | 13 czerwca 1905      | 23 stycznia 2022     | 116 lat 224 dni  | Brazylia          |
| 21   | Tomiko Itooka                       | K    | 23 maja 1908         | 29 grudnia 2024      | 116 lat 220 dni  | Japonia           |
| 22   | Tane Ikai                           | K    | 18 stycznia 1879     | 12 lipca 1995        | 116 lat 175 dni  | Japonia           |
| 23   | Jeanne Bot                          | K    | 14 stycznia 1905     | 22 maja 2021         | 116 lat 128 dni  | Francja           |
| 24   | Elizabeth Bolden                    | K    | 15 sierpnia 1890     | 11 grudnia 2006      | 116 lat 118 dni  | Stany Zjednoczone |
| 25   | Besse Brown Cooper                  | K    | 26 sierpnia 1896     | 4 grudnia 2012       | 116 lat 100 dni  | Stany Zjednoczone |
| 26   | Maria Giuseppa Robucci-Nargiso      | K    | 20 marca 1903        | 18 czerwca 2019      | 116 lat 90 dni   | Włochy            |
| 27   | Tekla Juniewicz                     | K    | 10 czerwca 1906      | 19 sierpnia 2022     | 116 lat 70 dni   | Polska            |
| 28   | Jirōemon Kimura                     | M    | 19 kwietnia 1897     | 12 czerwca 2013      | 116 lat 54 dni   | Japonia           |
| 29   | Ana Vela-Rubio                      | K    | 29 października 1901 | 15 grudnia 2017      | 116 lat 47 dni   | Hiszpania         |
| 30   | Giuseppina Projetto-Frau            | K    | 30 maja 1902         | 6 lipca 2018         | 116 lat 37 dni   | Włochy            |
| 31   | Easter Wiggins                      | K    | 1 czerwca 1874       | 7 lipca 1990         | 116 lat 36 dni   | Stany Zjednoczone |
| 32   | Jeralean Talley                     | K    | 23 maja 1899         | 17 czerwca 2015      | 116 lat 25 dni   | Stany Zjednoczone |
| 33   | Edie Ceccarelli                     | K    | 5 lutego 1908        | 22 lutego 2024       | 116 lat 17 dni   | Stany Zjednoczone |
| 34   | Ethel Caterham                      | K    | 21 sierpnia 1909     | żyje                 | 115 lat 364 dni  | Wielka Brytania   |
| 35   | Ella Miller                         | K    | 6 grudnia 1884       | 21 listopada 2000    | 115 lat 351 dni  | Stany Zjednoczone |
| 36   | Shigeyo Nakachi                     | K    | 1 lutego 1905        | 11 stycznia 2021     | 115 lat 345 dni  | Japonia           |
| 37   | Maggie Pauline Barnes               | K    | 6 marca 1882         | 19 stycznia 1998     | 115 lat 319 dni  | Stany Zjednoczone |
| 38   | Dina Guerri-Manfredini              | K    | 4 kwietnia 1897      | 17 grudnia 2012      | 115 lat 257 dni  | Stany Zjednoczone |
| 39   | Shimoe Akiyama                      | K    | 19 maja 1903         | 29 stycznia 2019     | 115 lat 255 dni  | Japonia           |
| 40   | Christian Mortensen                 | M    | 16 sierpnia 1882     | 25 kwietnia 1998     | 115 lat 252 dni  | Stany Zjednoczone |
| 41   | Hester Ford                         | K    | 15 sierpnia 1905     | 17 kwietnia 2021     | 115 lat 245 dni  | Stany Zjednoczone |
| 42   | Okagi Hayashi                       | K    | 2 września 1909      | 26 kwietnia 2025     | 115 lat 236 dni  | Japonia           |
| 43   | Charlotte Marion Hughes             | K    | 1 sierpnia 1877      | 17 marca 1993        | 115 lat 228 dni  | Wielka Brytania   |
| 44   | Edna Ruth Parker                    | K    | 20 kwietnia 1893     | 26 listopada 2008    | 115 lat 220 dni  | Stany Zjednoczone |
| 45   | Mary Ann Rhodes                     | K    | 12 sierpnia 1882     | 3 marca 1998         | 115 lat 203 dni  | Kanada            |
| 46   | Harumi Nakamura                     | K    | 15 marca 1900        | 27 września 2015     | 115 lat 196 dni  | Japonia           |
| 47   | Margaret Skeete                     | K    | 27 października 1878 | 7 maja 1994          | 115 lat 192 dni  | Stany Zjednoczone |
| 48   | Magdalena Oliver Gabarro            | K    | 31 października 1903 | 1 maja 2019          | 115 lat 182 dni  | Hiszpania         |
| 49   | Bernice Madigan                     | K    | 24 lipca 1899        | 3 stycznia 2015      | 115 lat 163 dni  | Stany Zjednoczone |
| 50   | Gertrude Baines                     | K    | 6 kwietnia 1894      | 11 września 2009     | 115 lat 158 dni  | Stany Zjednoczone |
| 51   | Emiliano Mercado del Toro           | M    | 21 sierpnia 1891     | 24 stycznia 2007     | 115 lat 156 dni  | Portoryko         |
| 52   | Bettie Rutherford Wilson            | K    | 13 września 1890     | 13 lutego 2006       | 115 lat 153 dni  | Stany Zjednoczone |
| 53   | Shin Matsushita                     | K    | 30 marca 1904        | 27 sierpnia 2019     | 115 lat 150 dni  | Japonia           |
| 54   | Iris Westman                        | K    | 28 sierpnia 1905     | 3 stycznia 2021      | 115 lat 128 dni  | Stany Zjednoczone |
| 55   | Julie Winnefred Bertrand            | K    | 16 września 1891     | 18 stycznia 2007     | 115 lat 124 dni  | Kanada            |
| 56   | Maria de Jesus dos Santos           | K    | 10 września 1893     | 2 stycznia 2009      | 115 lat 114 dni  | Portugalia        |
| 57   | Marie-Josephine Gaudette            | K    | 25 marca 1902        | 13 lipca 2017        | 115 lat 110 dni  | Włochy            |
| 58   | Susie Elizabeth Gibson              | K    | 31 października 1890 | 16 lutego 2006       | 115 lat 108 dni  | Stany Zjednoczone |
| 58   | Thelma Sutcliffe                    | K    | 1 października 1906  | 17 stycznia 2022     | 115 lat 108 dni  | Stany Zjednoczone |
| 60   | Edna Kern                           | K    | 14 października 1900 | 20 stycznia 2016     | 115 lat 98 dni   | Stany Zjednoczone |
| 61   | Marie-Rose Tessier                  | K    | 21 maja 1910         | żyje                 | 115 lat 91 dni   | Francja           |
| 62   | Elizabeth Francis                   | K    | 25 lipca 1909        | 22 października 2024 | 115 lat 89 dni   | Stany Zjednoczone |
| 63   | Casilda Benegas Gallego             | K    | 8 kwietnia 1907      | 28 czerwca 2022      | 115 lat 81 dni   | Argentyna         |
| 64   | Augusta Holtz                       | K    | 3 sierpnia 1871      | 21 października 1986 | 115 lat 79 dni   | Stany Zjednoczone |
| 65   | Guillermina Acosta Bilbao           | K    | 27 listopada 1901    | 13 lutego 2017       | 115 lat 78 dni   | Panama            |
| 66   | Valentine Ligny                     | K    | 22 października 1906 | 4 stycznia 2022      | 115 lat 74 dni   | Francja           |
| 67   | Hendrikje van Andel-Schipper        | K    | 29 czerwca 1890      | 30 sierpnia 2005     | 115 lat 62 dni   | Holandia          |
| 68   | Bessie Hendricks                    | K    | 7 listopada 1907     | 3 stycznia 2023      | 115 lat 57 dni   | Stany Zjednoczone |
| 69   | Mina Kitagawa                       | K    | 3 listopada 1905     | 19 grudnia 2020      | 115 lat 46 dni   | Japonia           |
| 70   | Marie Brémont                       | K    | 25 kwietnia 1886     | 6 czerwca 2001       | 115 lat 42 dni   | Francja           |
| 71   | Yoshi Otsunari                      | K    | 17 grudnia 1906      | 26 stycznia 2022     | 115 lat 40 dni   | Japonia           |
| 72   | Katie Hatton                        | K    | 18 grudnia 1876      | 24 stycznia 1992     | 115 lat 37 dni   | Stany Zjednoczone |
| 73   | Maude Farris-Luse                   | K    | 21 lutego 1887       | 18 marca 2002        | 115 lat 25 dni   | Stany Zjednoczone |
| 74   | Koto Okubo                          | K    | 24 grudnia 1897      | 12 stycznia 2013     | 115 lat 19 dni   | Japonia           |
| 75   | Antonia Gerena Rivera               | K    | 19 maja 1900         | 2 czerwca 2015       | 115 lat 14 dni   | Stany Zjednoczone |
| 76   | Chiyono Hasegawa                    | K    | 20 listopada 1896    | 2 grudnia 2011       | 115 lat 12 dni   | Japonia           |
| 77   | Annie Jennings                      | K    | 12 listopada 1884    | 20 listopada 1999    | 115 lat 8 dni    | Wielka Brytania   |
| 78   | anonimowa kobieta                   | K    | 29 kwietnia 1907     | 30 kwietnia 2022     | 115 lat 1 dzień  | Japonia           |
| 79   | Eva Morris                          | K    | 8 listopada 1885     | 2 listopada 2000     | 114 lat 360 dni  | Wielka Brytania   |
| 80   | Diolinda Maria da Conceicao         | K    | 10 marca 1906        | 4 marca 2021         | 114 lat 359 dni  | Brazylia          |
| 81   | Kama Chinen                         | K    | 10 maja 1895         | 2 maja 2010          | 114 lat 357 dni  | Japonia           |
| 82   | Mary Electa Bidwell                 | K    | 9 maja 1881          | 25 kwietnia 1996     | 114 lat 352 dni  | Stany Zjednoczone |
| 83   | Sofía Rojas                         | K    | 13 sierpnia 1907     | 30 lipca 2022        | 114 lat 351 dni  | Kolumbia          |
| 84   | Maria Gomes Valentim                | K    | 9 lipca 1896         | 21 czerwca 2011      | 114 lat 347 dni  | Brazylia          |
| 85   | Hazel Plummer                       | K    | 19 czerwca 1908      | 25 maja 2023         | 114 lat 340 dni  | Stany Zjednoczone |
| 86   | Ophelia Burks                       | K    | 25 października 1903 | 27 września 2018     | 114 lat 337 dni  | Stany Zjednoczone |
| 87   | Ella Ruth Langston Gantt            | K    | 30 listopada 1886    | 28 października 2001 | 114 lat 332 dni  | Stany Zjednoczone |
| 88   | Naomi Whitehead                     | K    | 26 września 1910     | żyje                 | 114 lat 328 dni  | Stany Zjednoczone |
| 89   | Eliza Underwood                     | K    | 15 marca 1866        | 27 stycznia 1981     | 114 lat 318 dni  | Stany Zjednoczone |
| 90   | Izabel Rosa Pereira                 | K    | 13 października 1910 | żyje                 | 114 lat 311 dni  | Brazylia          |
| 91   | Juan Vicente Pérez Mora             | M    | 27 maja 1909         | 2 kwietnia 2024      | 114 lat 311 dni  | Wenezuela         |
| 92   | Kahoru Furuya                       | K    | 18 lutego 1908       | 25 grudnia 2022      | 114 lat 310 dni  | Japonia           |
| 93   | Mary Josephine Ray                  | K    | 17 maja 1895         | 7 marca 2010         | 114 lat 294 dni  | Stany Zjednoczone |
| 94   | Goldie Steinberg                    | K    | 30 października 1900 | 16 sierpnia 2015     | 114 lat 290 dni  | Stany Zjednoczone |
| 95   | Kiyoko Ishiguro                     | K    | 4 marca 1901         | 5 grudnia 2015       | 114 lat 276 dni  | Japonia           |
| 96   | Maria do Couto Maia-Lopes           | K    | 24 października 1890 | 25 lipca 2005        | 114 lat 274 dni  | Portugalia        |
| 96   | Eudoxie Baboul                      | K    | 1 października 1901  | 1 lipca 2016         | 114 lat 274 dni  | Gujana Francuska  |
| 98   | Lucia Laura Sangenito               | K    | 22 listopada 1910    | żyje                 | 114 lat 271 dni  | Włochy            |
| 99   | Ramona Trinidad Iglesias-Jordan     | K    | 1 września 1889      | 29 maja 2004         | 114 lat 271 dni  | Portoryko         |
| 99   | Yukie Hino                          | K    | 17 kwietnia 1902     | 13 stycznia 2017     | 114 lat 271 dni  | Japonia           |
| 99   | Olindina Juvencio Atanasio da Silva | K    | 25 maja 1906         | 20 lutego 2021       | 114 lat 271 dni  | Brazylia          |
| 102  | Charlotte Kretschmann               | K    | 3 grudnia 1909       | 27 sierpnia 2024     | 114 lat 268 dni  | Niemcy            |
| 103  | Horacio Celi Mendoza                | M    | 3 stycznia 1897      | 25 września 2011     | 114 lat 265 dni  | Peru              |
| 103  | Delphine Gibson                     | K    | 17 sierpnia 1903     | 9 maja 2018          | 114 lat 265 dni  | Stany Zjednoczone |
| 105  | Eugénie Blanchard                   | K    | 16 lutego 1896       | 4 listopada 2010     | 114 lat 261 dni  | Saint-Barthélemy  |
| 105  | Mine Kondō                          | K    | 1 września 1910      | 20 maja 2025         | 114 lat 261 dni  | Japonia           |
| 107  | Kławdija Gadiuczkina                | K    | 5 grudnia 1910       | żyje                 | 114 lat 258 dni  | Rosja             |
| 108  | Mary Royster                        | K    | 15 kwietnia 1875     | 28 grudnia 1989      | 114 lat 257 dni  | Stany Zjednoczone |
| 109  | Venere Pizzinato-Papo               | K    | 23 listopada 1896    | 2 sierpnia 2011      | 114 lat 252 dni  | Włochy            |
| 110  | Neva Morris                         | K    | 3 sierpnia 1895      | 6 kwietnia 2010      | 114 lat 246 dni  | Stany Zjednoczone |
| 111  | Mary Ana Long                       | K    | 18 lutego 1905       | 16 października 2019 | 114 lat 240 dni  | Stany Zjednoczone |
| 112  | Hide Ohira                          | K    | 15 września 1880     | 9 maja 1995          | 114 lat 236 dni  | Japonia           |
| 113  | Blanche Cobb                        | K    | 8 września 1900      | 1 maja 2015          | 114 lat 235 dni  | Stany Zjednoczone |
| 114  | Ethel Lang                          | K    | 27 maja 1900         | 15 stycznia 2015     | 114 lat 233 dni  | Wielka Brytania   |
| 115  | Andrée Bertoletto                   | K    | 1 stycznia 1911      | żyje                 | 114 lat 231 dni  | Francja           |
| 116  | Mila Mangold                        | K    | 14 listopada 1907    | 2 lipca 2022         | 114 lat 230 dni  | Stany Zjednoczone |
| 117  | Masa Matsumoto                      | K    | 29 listopada 1909    | 9 lipca 2024         | 114 lat 223 dni  | Japonia           |
| 118  | Yone Minagawa                       | K    | 4 stycznia 1893      | 13 sierpnia 2007     | 114 lat 221 dni  | Japonia           |
| 119  | Yolanda Beltrão de Azevedo          | K    | 13 stycznia 1911     | żyje                 | 114 lat 219 dni  | Brazylia          |
| 120  | María Antonia Castro                | K    | 10 czerwca 1881      | 16 stycznia 1996     | 114 lat 220 dni  | Hiszpania         |
| 121  | Carrie Lazenby                      | K    | 9 lutego 1882        | 14 września 1996     | 114 lat 218 dni  | Stany Zjednoczone |
| 121  | Ura Koyama                          | K    | 30 sierpnia 1890     | 5 kwietnia 2005      | 114 lat 218 dni  | Japonia           |
| 121  | Myrtle Dorsey                       | K    | 20 listopada 1885    | 25 czerwca 2000      | 114 lat 218 dni  | Stany Zjednoczone |
| 124  | Yoshi Baba                          | K    | 3 czerwca 1907       | 4 stycznia 2022      | 114 lat 215 dni  | Japonia           |
| 125  | Iso Nakamura                        | K    | 23 kwietnia 1903     | 23 listopada 2017    | 114 lat 214 dni  | Japonia           |
| 126  | Faustina Sarmiento-Pupo             | K    | 15 lutego 1905       | 16 września 2019     | 114 lat 213 dni  | Kuba              |
| 127  | Cecile Klein                        | K    | 15 czerwca 1907      | 13 stycznia 2022     | 114 lat 212 dni  | Kanada            |
| 128  | Anna Eliza Williams                 | K    | 2 czerwca 1873       | 27 grudnia 1987      | 114 lat 208 dni  | Wielka Brytania   |
| 129  | Eleonora Camargo Veiga              | K    | 14 sierpnia 1901     | 7 marca 2016         | 114 lat 206 dni  | Brazylia          |
| 130  | Walter Breuning                     | M    | 21 września 1896     | 14 kwietnia 2011     | 114 lat 205 dni  | Stany Zjednoczone |
| 131  | Haruno Yamashita                    | K    | 19 lutego 1905       | 4 września 2019      | 114 lat 197 dni  | Japonia           |
| 132  | Eunice Sanborn                      | K    | 20 lipca 1896        | 31 stycznia 2011     | 114 lat 195 dni  | Stany Zjednoczone |
| 133  | Grace Clawson                       | K    | 15 listopada 1887    | 28 maja 2002         | 114 lat 194 dni  | Stany Zjednoczone |
| 134  | Mitsue Toyoda                       | K    | 15 lutego 1902       | 25 sierpnia 2016     | 114 lat 192 dni  | Japonia           |
| 135  | Tase Matsunaga                      | K    | 11 maja 1884         | 18 listopada 1998    | 114 lat 191 dni  | Japonia           |
| 135  | Kame Ganeko                         | K    | 10 kwietnia 1905     | 18 października 2019 | 114 lat 191 dni  | Japonia           |
| 137  | Yūkichi Chūganji                    | M    | 23 marca 1889        | 28 września 2003     | 114 lat 189 dni  | Japonia           |
| 138  | Kame Nakamura                       | K    | 8 marca 1898         | 12 września 2012     | 114 lat 188 dni  | Japonia           |
| 139  | Maria Amorim Gularte                | K    | 8 maja 1900          | 11 listopada 2014    | 114 lat 187 dni  | Brazylia          |
| 139  | Miyoko Hiroyasu                     | K    | 23 stycznia 1911     | 29 lipca 2025        | 114 lat 187 dni  | Japonia           |
| 141  | Lydie Vellard                       | K    | 18 marca 1875        | 17 września 1989     | 114 lat 183 dni  | Francja           |
| 141  | Wilhelmina Kott                     | K    | 7 marca 1880         | 6 września 1994      | 114 lat 183 dni  | Stany Zjednoczone |
| 141  | Adelina Domingues                   | K    | 19 lutego 1888       | 21 sierpnia 2002     | 114 lat 183 dni  | Stany Zjednoczone |
| 144  | Mitoyo Kawate                       | K    | 15 maja 1889         | 13 listopada 2003    | 114 lat 182 dni  | Japonia           |
| 144  | Gabrielle Valentine des Robert      | K    | 4 czerwca 1904       | 3 grudnia 2018       | 114 lat 182 dni  | Francja           |
| 146  | Lucy Mirigian                       | K    | 15 sierpnia 1906     | 12 lutego 2021       | 114 lat 181 dni  | Stany Zjednoczone |
| 147  | Charlotte Benkner                   | K    | 16 listopada 1889    | 14 maja 2004         | 114 lat 180 dni  | Stany Zjednoczone |
| 147  | Camille Loiseau                     | K    | 13 lutego 1892       | 12 sierpnia 2006     | 114 lat 180 dni  | Francja           |
| 149  | Tomás Pinales Figuereo              | M    | 31 marca 1906        | 24 września 2020     | 114 lat 177 dni  | Dominikana        |
| 150  | A. R. O.                            | K    | 27 września 1902     | 21 marca 2017        | 114 lat 175 dni  | Dominikana        |
| 151  | Anne Primout                        | K    | 5 października 1890  | 26 marca 2005        | 114 lat 172 dni  | Francja           |
| 152  | Ettie Mae Greene                    | K    | 19 września 1877     | 26 lutego 1992       | 114 lat 160 dni  | Stany Zjednoczone |
| 152  | Maria Mercedes Diaz Quijano         | K    | 27 czerwca 1898      | 4 grudnia 2012       | 114 lat 160 dni  | Chile             |
| 154  | Geertje Kuijntjes                   | K    | 19 lipca 1905        | 24 grudnia 2019      | 114 lat 158 dni  | Holandia          |
| 155  | Masu Usui                           | K    | 18 grudnia 1910      | 21 maja 2025         | 114 lat 154 dni  | Japonia           |
| 156  | Dominga Velasco                     | K    | 12 maja 1901         | 11 października 2015 | 114 lat 152 dni  | Stany Zjednoczone |
| 156  | Ina Okazawa                         | K    | 10 marca 1910        | 9 sierpnia 2024      | 114 lat 152 dni  | Japonia           |
| 158  | Toshie Yorimitsu                    | K    | 30 września 1901     | 28 lutego 2016       | 114 lat 151 dni  | Japonia           |
| 159  | Irene Frank                         | K    | 1 października 1881  | 28 lutego 1996       | 114 lat 150 dni  | Stany Zjednoczone |
| 159  | Ana Nogueira de Lucas               | K    | 21 czerwca 1896      | 18 listopada 2010    | 114 lat 150 dni  | Brazylia          |
| 161  | Christina Cock                      | K    | 25 grudnia 1887      | 22 maja 2002         | 114 lat 148 dni  | Australia         |
| 162  | Sofia Mendoza Valencia              | K    | 27 marca 1907        | 21 sierpnia 2021     | 114 lat 147 dni  | Meksyk            |
| 163  | Georgia Ella Jordan                 | K    | 18 września 1880     | 9 lutego 1995        | 114 lat 144 dni  | Stany Zjednoczone |
| 164  | Olivia Patricia Thomas              | K    | 29 czerwca 1895      | 16 listopada 2009    | 114 lat 140 dni  | Stany Zjednoczone |
| 164  | Alelia Murphy                       | K    | 6 lipca 1905         | 23 listopada 2019    | 114 lat 140 dni  | Stany Zjednoczone |
| 166  | Ushi Makishi                        | K    | 15 lutego 1909       | 4 lipca 2023         | 114 lat 139 dni  | Japonia           |
| 167  | Irene Dunham                        | K    | 16 grudnia 1907      | 1 maja 2022          | 114 lat 136 dni  | Stany Zjednoczone |
| 168  | Kimiko Ono                          | K    | 20 czerwca 1908      | 31 października 2022 | 114 lat 133 dni  | Japonia           |
| 169  | Tae Ito                             | K    | 11 lipca 1903        | 13 listopada 2017    | 114 lat 125 dni  | Japonia           |
| 170  | Hama Yasukawa                       | K    | 19 stycznia 1907     | 23 maja 2021         | 114 lat 124 dni  | Japonia           |
| 171  | Nina Willis                         | K    | 14 stycznia 1909     | 17 maja 2023         | 114 lat 123 dni  | Stany Zjednoczone |
| 171  | Pearl Berg                          | K    | 1 października 1909  | 1 lutego 2024        | 114 lat 123 dni  | Stany Zjednoczone |
| 173  | Anna Henderson                      | K    | 5 marca 1900         | 1 lipca 2014         | 114 lat 118 dni  | Stany Zjednoczone |
| 174  | Emma Verona Johnston                | K    | 6 sierpnia 1890      | 1 grudnia 2004       | 114 lat 117 dni  | Stany Zjednoczone |
| 174  | Mamie Julia Rearden                 | K    | 7 września 1898      | 2 stycznia 2013      | 114 lat 117 dni  | Stany Zjednoczone |
| 174  | Erna Zahn                           | K    | 14 kwietnia 1908     | 9 sierpnia 2022      | 114 lat 117 dni  | Stany Zjednoczone |
| 177  | Bettie Chatmon                      | K    | 30 kwietnia 1884     | 16 sierpnia 1998     | 114 lat 108 dni  | Stany Zjednoczone |
| 177  | Lessie Brown                        | K    | 22 września 1904     | 8 stycznia 2019      | 114 lat 108 dni  | Stany Zjednoczone |
| 179  | Odie Matthews                       | K    | 28 grudnia 1878      | 14 kwietnia 1993     | 114 lat 107 dni  | Stany Zjednoczone |
| 180  | Chiyo Shiraishi                     | K    | 6 sierpnia 1895      | 19 listopada 2009    | 114 lat 105 dni  | Japonia           |
| 181  | Marita Camacho Quirós               | K    | 10 marca 1911        | 20 czerwca 2025      | 114 lat 102 dni  | Kostaryka         |
| 182  | Mary Harris                         | K    | 13 maja 1911         | żyje                 | 114 lat 99 dni   | Stany Zjednoczone |
| 183  | Hisako Shiroishi                    | K    | 19 maja 1910         | 26 sierpnia 2024     | 114 lat 99 dni   | Japonia           |
| 184  | Michiko Yamazaki                    | K    | 28 lipca 1905        | 31 października 2019 | 114 lat 95 dni   | Japonia           |
| 184  | Maria Paschoalina de Castro         | K    | 2 maja 1911          | 5 sierpnia 2025      | 114 lat 95 dni   | Brazylia          |
| 186  | Asa Takii                           | K    | 28 kwietnia 1884     | 31 lipca 1998        | 114 lat 94 dni   | Japonia           |
| 187  | Florence Knapp                      | K    | 10 października 1873 | 11 stycznia 1988     | 114 lat 93 dni   | Stany Zjednoczone |
| 187  | Elena Slough                        | K    | 4 lipca 1889         | 5 października 2003  | 114 lat 93 dni   | Stany Zjednoczone |
| 187  | Tane Matsubara                      | K    | 15 października 1909 | 16 stycznia 2024     | 114 lat 93 dni   | Japonia           |
| 190  | Lucy Jane Askew                     | K    | 8 września 1883      | 9 grudnia 1997       | 114 lat 92 dni   | Wielka Brytania   |
| 190  | Mary Anna Boone                     | K    | 10 lutego 1887       | 13 maja 2001         | 114 lat 92 dni   | Stany Zjednoczone |
| 192  | Maria del Carmen Lopez              | K    | 3 kwietnia 1883      | 3 lipca 1997         | 114 lat 91 dni   | Hiszpania         |
| 193  | Minnie Whicker                      | K    | 24 lipca 1906        | 22 października 2020 | 114 lat 90 dni   | Stany Zjednoczone |
| 194  | Phyllis Ridgway                     | K    | 10 marca 1907        | 4 czerwca 2021       | 114 lat 86 dni   | Kanada            |
| 195  | Shigeko Kagawa                      | K    | 28 maja 1911         | żyje                 | 114 lat 84 dni   | Japonia           |
| 196  | Waka Shirahama                      | K    | 23 marca 1878        | 16 czerwca 1992      | 114 lat 85 dni   | Japonia           |
| 196  | Delma Kollar                        | K    | 31 października 1897 | 24 stycznia 2012     | 114 lat 85 dni   | Stany Zjednoczone |
| 198  | Matsuyo Kageyama                    | K    | 10 października 1901 | 1 stycznia 2016      | 114 lat 83 dni   | Japonia           |
| 198  | Honorine Rondello                   | K    | 28 lipca 1903        | 19 października 2017 | 114 lat 83 dni   | Francja           |
| 198  | Silveria Martín Díaz                | K    | 20 czerwca 1910      | 11 września 2024     | 114 lat 83 dni   | Hiszpania         |
| 201  | Osugi Sogo                          | K    | 14 sierpnia 1905     | 4 listopada 2019     | 114 lat 82 dni   | Japonia           |
| 202  | Joan Riudavets Moll                 | M    | 15 grudnia 1889      | 5 marca 2004         | 114 lat 81 dni   | Hiszpania         |
| 202  | Ila Jones                           | K    | 21 sierpnia 1903     | 10 listopada 2017    | 114 lat 81 dni   | Stany Zjednoczone |
| 204  | Serafina Herrera de Sugasti         | K    | 21 maja 1901         | 4 sierpnia 2015      | 114 lat 75 dni   | Panama            |
| 205  | Suekiku Miyanaga                    | K    | 7 kwietnia 1884      | 20 czerwca 1998      | 114 lat 74 dni   | Japonia           |
| 206  | Yasue Okai                          | K    | 25 listopada 1908    | 6 lutego 2023        | 114 lat 73 dni   | Japonia           |
| 207  | Shige Hirooka                       | K    | 16 stycznia 1897     | 29 marca 2011        | 114 lat 72 dni   | Japonia           |
| 207  | Claudia Baccarini                   | K    | 13 października 1910 | 24 grudnia 2024      | 114 lat 72 dni   | Włochy            |
| 209  | Maggie Renfro                       | K    | 14 listopada 1895    | 22 stycznia 2010     | 114 lat 69 dni   | Stany Zjednoczone |
| 210  | Evangelista Luisa Lopez             | K    | 21 czerwca 1907      | 28 sierpnia 2021     | 114 lat 68 dni   | Argentyna         |
| 211  | Emma Tillman                        | K    | 22 listopada 1892    | 28 stycznia 2007     | 114 lat 67 dni   | Stany Zjednoczone |
| 211  | Anna Stoehr                         | K    | 15 października 1900 | 21 grudnia 2014      | 114 lat 67 dni   | Stany Zjednoczone |
| 213  | Beatriz Ferreira Duarte             | K    | 21 czerwca 1911      | żyje                 | 114 lat 60 dni   | Brazylia          |
| 214  | Leila Denmark                       | K    | 1 lutego 1898        | 1 kwietnia 2012      | 114 lat 60 dni   | Stany Zjednoczone |
| 215  | Carmen Emilia Jaramillo Chavarria   | K    | 17 maja 1906         | 15 lipca 2020        | 114 lat 59 dni   | Kolumbia          |
| 216  | Adele Dunlap                        | K    | 12 grudnia 1902      | 5 lutego 2017        | 114 lat 55 dni   | Stany Zjednoczone |
| 217  | Naomi Conner                        | K    | 30 sierpnia 1899     | 18 października 2013 | 114 lat 49 dni   | Stany Zjednoczone |
| 217  | Ora Holland                         | K    | 24 grudnia 1900      | 11 lutego 2015       | 114 lat 49 dni   | Stany Zjednoczone |
| 219  | Bonita Gibson                       | K    | 4 lipca 1911         | żyje                 | 114 lat 47 dni   | Stany Zjednoczone |
| 220  | Anne Brasz-Later                    | K    | 16 lipca 1906        | 2 września 2020      | 114 lat 48 dni   | Holandia          |
| 220  | Marie-Louise Taterode               | K    | 17 lipca 1906        | 3 września 2020      | 114 lat 48 dni   | Francja           |
| 222  | Kiyo Komatsu                        | K    | 27 stycznia 1911     | 10 marca 2025        | 114 lat 42 dni   | Japonia           |
| 223  | Ellen Gibb                          | K    | 26 kwietnia 1905     | 5 czerwca 2019       | 114 lat 40 dni   | Kanada            |
| 224  | Florrie Baldwin                     | K    | 31 marca 1896        | 8 maja 2010          | 114 lat 38 dni   | Wielka Brytania   |
| 224  | Hide Hamabe                         | K    | 3 grudnia 1908       | 10 stycznia 2023     | 114 lat 38 dni   | Japonia           |
| 224  | Seki Yoshida                        | K    | 4 stycznia 1910      | 11 lutego 2024       | 114 lat 38 dni   | Japonia           |
| 227  | Luise Pompe                         | K    | 13 października 1908 | 11 listopada 2022    | 114 lat 29 dni   | Austria           |
| 228  | Ellen Goodwill                      | K    | 2 lutego 1907        | 2 marca 2021         | 114 lat 28 dni   | Stany Zjednoczone |
| 229  | Amy Isabel Hulmes                   | K    | 5 października 1887  | 27 października 2001 | 114 lat 22 dni   | Wielka Brytania   |
| 230  | Placida Maria do Livramento         | K    | 3 października 1895  | 24 października 2009 | 114 lat 21 dni   | Brazylia          |
| 231  | Tomoe Iwata                         | K    | 25 marca 1904        | 13 kwietnia 2018     | 114 lat 19 dni   | Japonia           |
| 232  | Grace Thaxton                       | K    | 18 czerwca 1891      | 6 lipca 2005         | 114 lat 18 dni   | Stany Zjednoczone |
| 233  | Soledad Mexia                       | K    | 13 sierpnia 1899     | 30 sierpnia 2013     | 114 lat 17 dni   | Stany Zjednoczone |
| 233  | Tane Yonekura                       | K    | 2 maja 1904          | 19 maja 2018         | 114 lat 17 dni   | Japonia           |
| 235  | Minnie Ward                         | K    | 19 listopada 1885    | 2 grudnia 1999       | 114 lat 13 dni   | Stany Zjednoczone |
| 236  | Kura Bingo                          | K    | 20 października 1905 | 31 października 2019 | 114 lat 11 dni   | Japonia           |
| 237  | Arbella Ewing                       | K    | 13 marca 1894        | 22 marca 2008        | 114 lat 9 dni    | Stany Zjednoczone |
| 238  | Catherine Hagel                     | K    | 28 listopada 1894    | 6 grudnia 2008       | 114 lat 8 dni    | Stany Zjednoczone |
| 239  | Marie Liguinen                      | K    | 26 marca 1901        | 2 kwietnia 2015      | 114 lat 7 dni    | Francja           |
| 239  | Yoshiyo Bessho                      | K    | 1 kwietnia 1904      | 8 kwietnia 2018      | 114 lat 7 dni    | Japonia           |
| 241  | Marie-Therese Bardet                | K    | 2 czerwca 1898       | 8 czerwca 2012       | 114 lat 6 dni    | Francja           |
| 242  | Fujiko Mihara                       | K    | 13 grudnia 1910      | 18 grudnia 2024      | 114 lat 5 dni    | Japonia           |
| 243  | Virginia Dighero-Zolezzi            | K    | 24 grudnia 1891      | 28 grudnia 2005      | 114 lat 4 dni    | Włochy            |
| 244  | Emma Otis                           | K    | 22 października 1901 | 25 października 2015 | 114 lat 3 dni    | Stany Zjednoczone |

Wątpliwości co do osiągniętego wieku powyżej 115 lat
Poniższa tabelka przedstawia superstulatków mających w momencie śmierci co najmniej 115 lat, których wiek nie został udokumentowany, ale źródła wskazują na możliwość jego weryfikacji w przyszłości. Osoby te brane są pod uwagę przez Gerontologiczną Grupę Badawczą, Europejską Organizację Badań Superstulatków lub Supercentenarios.net. Gerontologiczna Grupa Badawcza za claims, czyli wątpliwe przypadki, uważa superstulatków właśnie powyżej 115 roku życia.
| Imię i nazwisko | Płeć | Data urodzenia | Data śmierci | Wiek | Kraj |
| --------------- | ---- | -------------- | ------------ | ---- | ---- |